# Andreas Bulei
Andreas Bulei (* 5. Dezember 1966) ist ein ehemaliger deutscher Handballspieler.
Der 1,94 m große Andreas Bulei spielte als Handballtorwart für den TuS Griesheim und ab 1991 für den Bundesligisten TV Großwallstadt. 1994 wechselte er zur SG Flensburg-Handewitt, mit der er 1996 und 1997 Vizemeister wurde und 1997 den EHF-Pokal gewann. 1998 erreichte noch einmal das Finale im EHF-Pokal, unterlag aber dem großen Rivalen THW Kiel. Anschließend ging er zum TuS Schutterwald, den er im Januar 2000 Richtung Frisch Auf Göppingen verließ. Mit Göppingen stieg er 2001 in die 1. Bundesliga auf. Nach einer Saison im Oberhaus schloss er sich dem Regionalligisten TSG Groß-Bieberau an, mit dem er 2003 in die 2. Handball-Bundesliga aufstieg und dort 2004 seine Karriere beendete. Im Februar 2005 wurde er vom TV Großwallstadt bis zum Saisonende reaktiviert.